# Osservatorio di Las Campanas
L'osservatorio di Las Campanas è un osservatorio astronomico situato in Cile e gestito dalla Carnegie Institution for Science. Si trova sul Cerro Las Campanas, ad un'altitudine di 2.500 m s.l.m., circa 100 km a sud-est di La Serena, località dove sono posti gli uffici dell'osservatorio.
Diventò operativo nel 1971.

## Telescopi
- Telescopi Magellano — due telescopi da 6,5 metri, intitolati a Walter Baade e Landon T. Clay
- Telescopio Du Pont — telescopio da 2,5 metri, operativo dal 1977[1]
- Telescopio Swope — da 1 m di diametro, intitolato a Henrietta Swope
- Telescopio polacco Warsaw — da 1,3 metri (ASAS-South), gestito dall'Università di Varsavia
- Giant Magellan Telescope (in progetto) — sette specchi da 8,4 metri (totale effettivo 24,5 metri)

## Galleria d'immagini

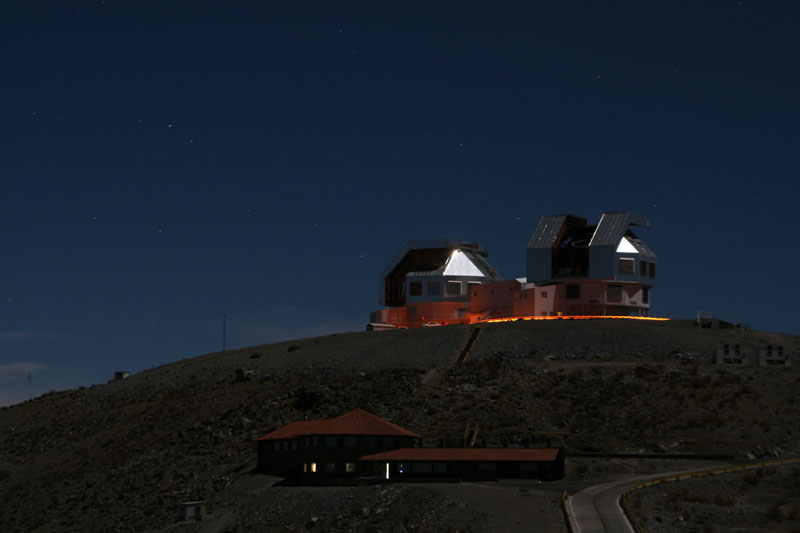
I telescopi Magellano
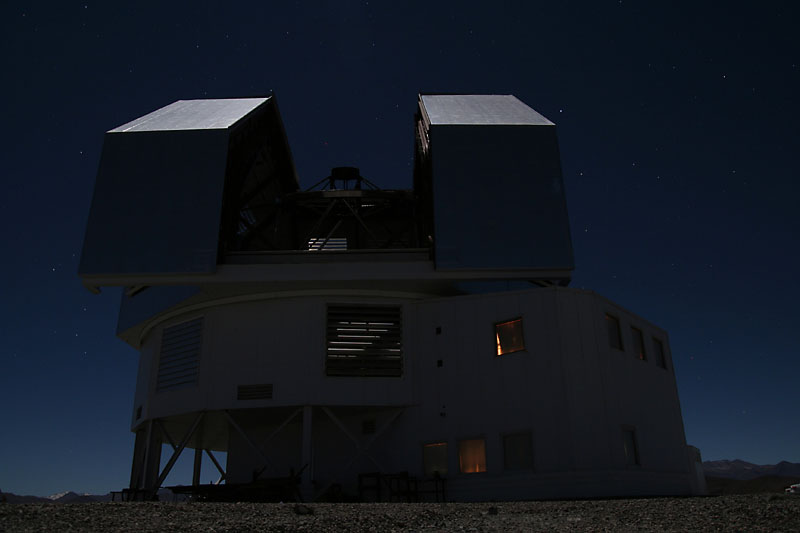
Il telescopio Landon Clay
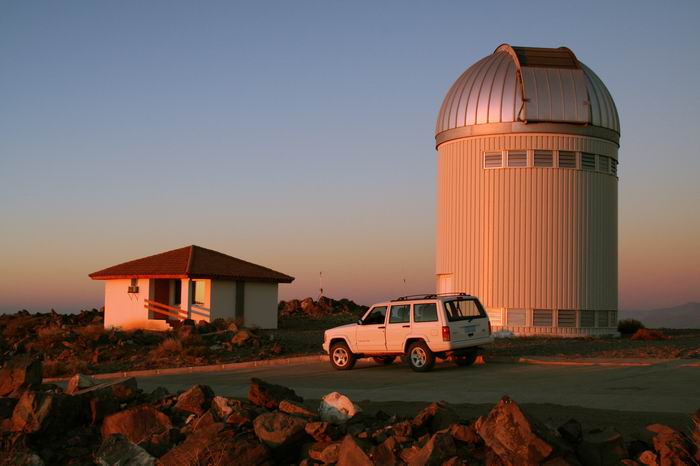
Cupola del telescopio polacco
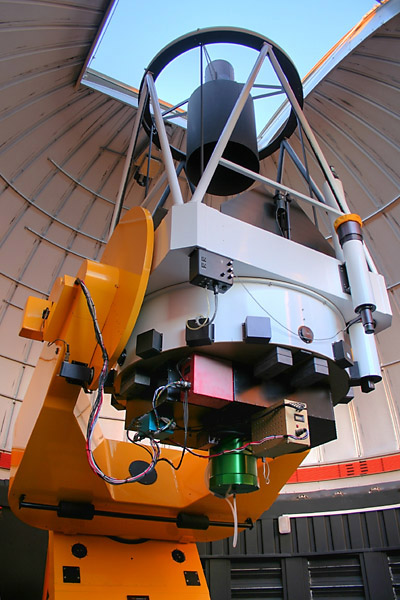
Il telescopio Warsaw
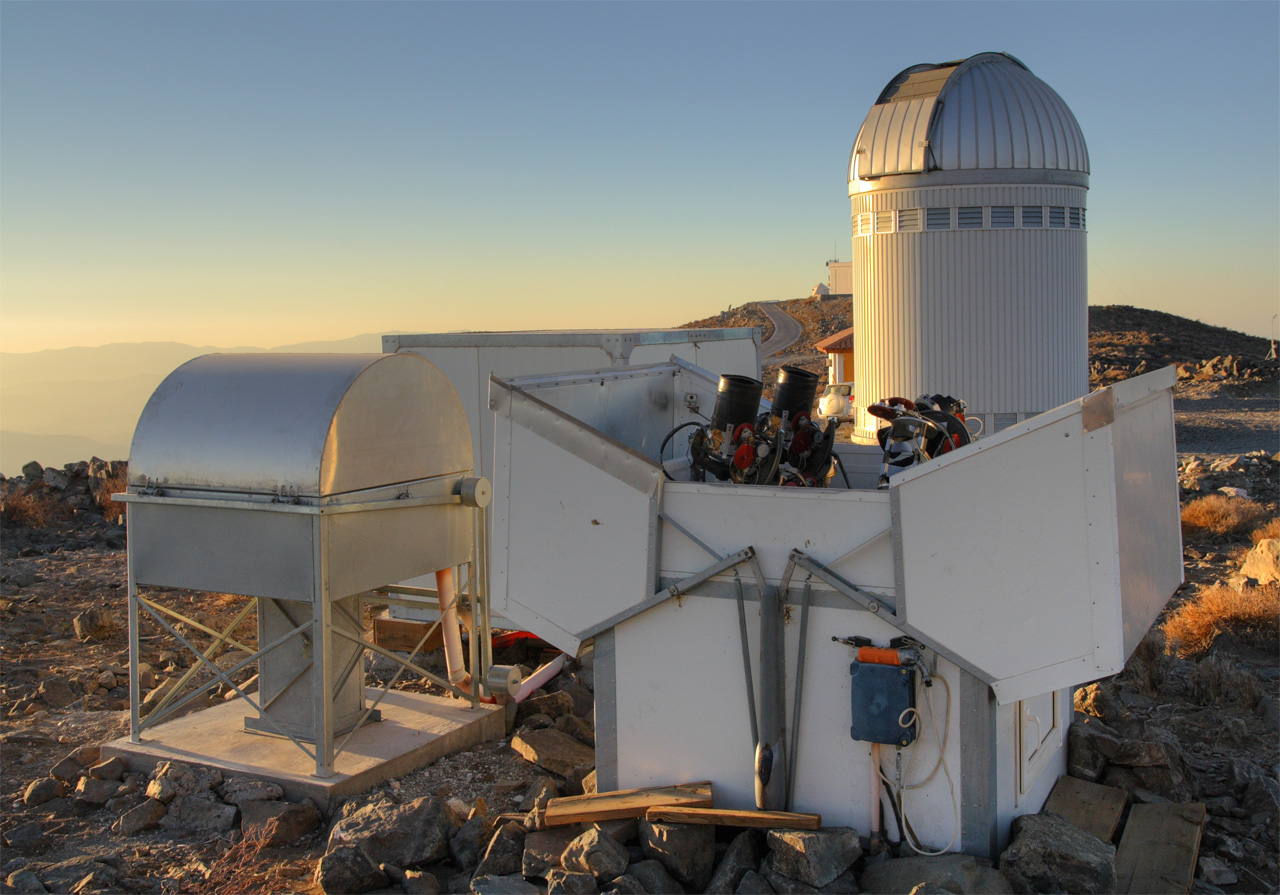
Esperimento All Sky Automated Survey (ASAS)
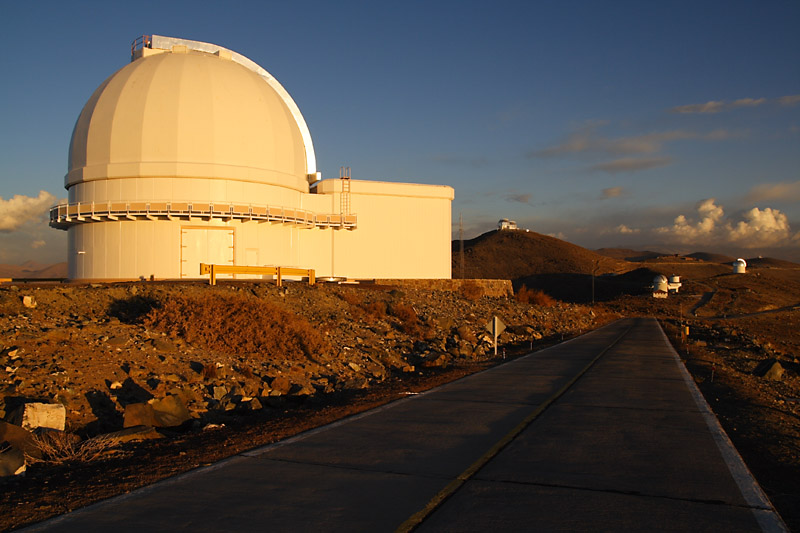
Il telescopio Du Pont
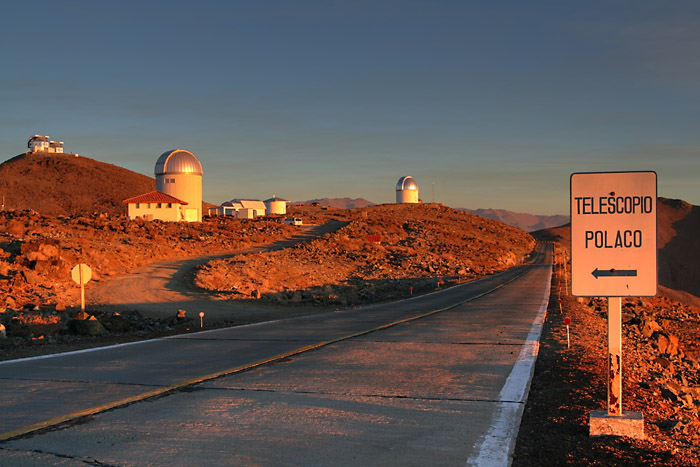
Da sinistra i telescopi Magellano, Warsaw e Swope